# Bar Hadad II
Bar Hadad II, 860-841 f.Kr., med tilltalsnamnet Idri, även känd som Hadadeser, var den sjätte konungen i riket Aram-Damaskus och framträdde i araméernas historia på första hälften av 800-talet f.Kr. I första kungabokens 20:de kapitel beskrivs kriget mellan konung Bar Hadad II och Ahab. Händelsen utspelar sig någon gång under Bar Hadads regeringstid. Kapitlet utmärker sig på grund av det spel som sker mellan Bar Hadad och Israels konung. I Gamla Testamentet kallas Bar Hadad för Ben Hadad (hebreiskans ben är motsvarigheten till arameiskans bar och betyder "son").
År 853 f.Kr. samlade Bar Hadad II alla de arameiska staterna och ställde sig i slagordning mot Salmanassar III. Detta krig som över huvud taget inte anges i Gamla testamentet ägde rum vid Karkar intill floden Orontes, nära Hama i Aram/Syrien. Enligt Salmanassar ska han själv ha vunnit kriget, men enligt andra källor flydde Salmanassar genast med araméerna i hälarna, då han insåg att chansen för seger var liten mot Bar Hadad II. Därmed hejdade araméerna den assyriska framryckningen, fram till Hasaels regeringstid 842-801 f.Kr, då konung Hasael möter assyrierna i strid på nytt.